# 1er juillet 2011
Le vendredi 1er juillet est le 182e jour de l'année 2011.

## Décès
- Willie Fernie, Footballeur écossais[1].
- Marc Jeannerod, Médecin français, chercheur-professeur-auteur en neurologie[2].
- Louis Rosier Jr., Pilote automobile français, vainqueur des 24 Heures du Mans (1950)[3].
- Ahmad Mansour, Guitariste américain de jazz[4].

## Événements
- La Pologne succède à la Hongrie à la présidence de l'Union européenne.
- Un référendum constitutionnel a eu lieu au Maroc. Les électeurs marocains pouvaient s'exprimer sur une réforme constitutionnelle visant, selon le roi, à démocratiser les institutions du pays. Des élections législatives anticipées devraient avoir lieu le 7 octobre 2011.
- Fête nationale canadienne.
- Cinquantenaire de la mort de Louis-Ferdinand Céline.
- Éclipse solaire partielle, visible sur l'océan entre l'Afrique et l'Antarctique.
- Dominique Strauss-Kahn est libéré sur parole lors d'une audience à New York, le procureur ayant formellement mis en doute la crédibilité de la plaignante.
- 90e anniversaire du Parti communiste chinois.
- Coup d'envoi de la 47e Copa América en Argentine.